# Stichting Maatschappij en Krijgsmacht

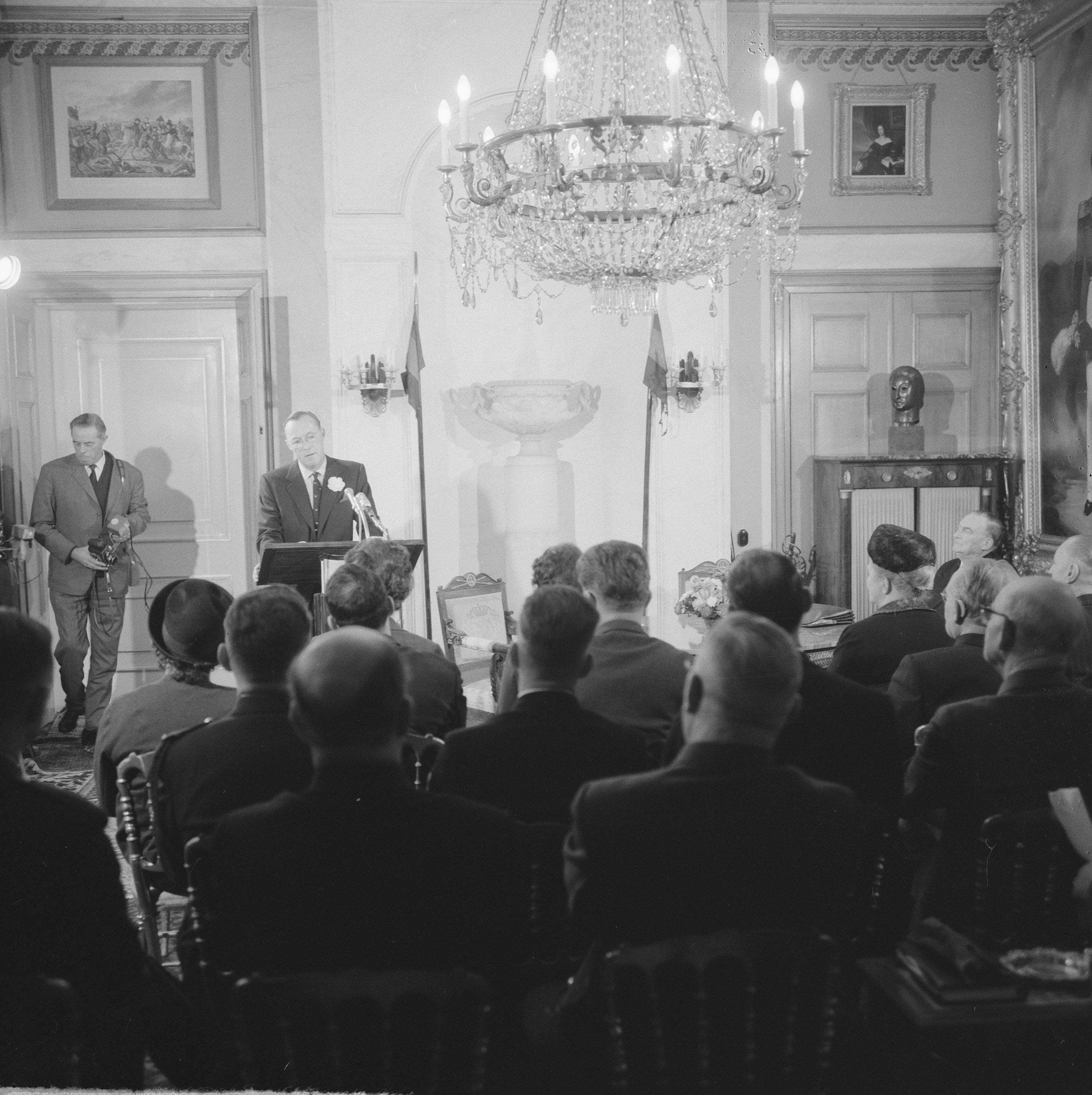
Prins Bernhard installeert curatorium van de Stichting Volk en Verdediging.

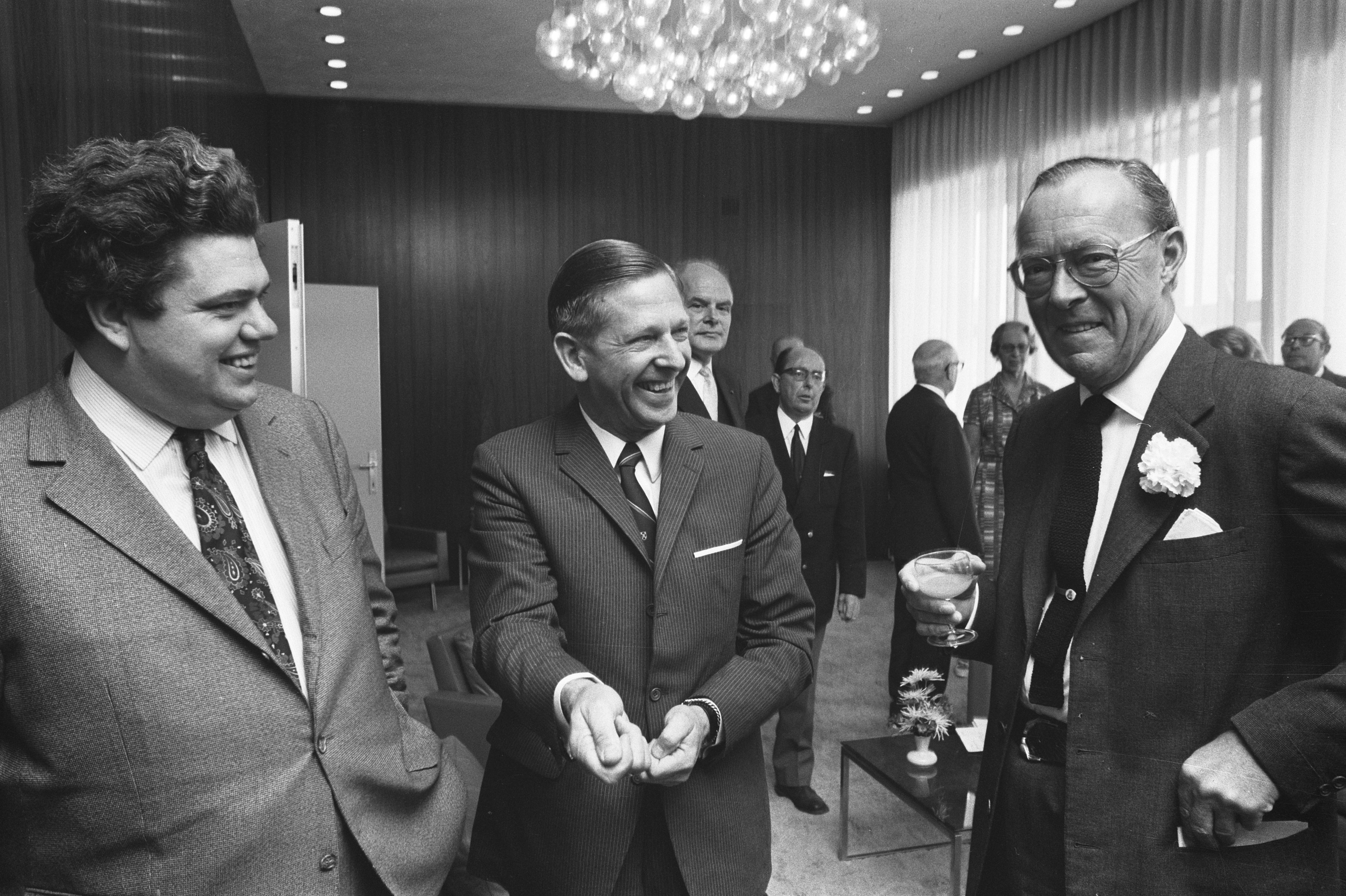
Kamerlid Vonhoff, minister van Defensie Den Toom en Prins Bernhard tijdens de opening van de conferentie van Stichting Volk en Verdediging, 18 mei 1971.

De Stichting Maatschappij en Krijgsmacht was een Nederlandse stichting die zich ten doel stelde om de verhouding tussen de krijgsmacht en de maatschappij te optimaliseren. Het gaf opdracht tot onderzoek en nam deel aan en organiseerde congressen. Het stichtingsbestuur werd benoemd door de Maatschappelijke Raad voor de Krijgsmacht..
De stichting werd opgericht op 30 augustus 1962 onder de naam Stichting Volk en Verdediging met de doelstelling "om ertoe bij te dragen dat in alle geledingen van het Nederlandse volk het inzicht wordt verdiept in de eigen nationale waarden en in de samenhang daarvan met die van de vrije wereld in het algemeen".
In 1981 ging de stichting onder de naam Stichting Maatschappij en Krijgsmacht verder en werd de doelstelling gewijzigd in: "de kennis over en het inzicht in civiel-militaire betrekkingen te vergroten, en daarmee de verhouding tussen krijgsmacht en maatschappij te helpen optimaliseren".
Na 2003 werd de subsidie van de stichting door Defensie beeindigd en de stichting werd opgeheven.
1. ↑  E.A. van Heugten en R. van Velden, Inventaris van de archieven van de Maatschappijke Raad voor de Krijgsmacht en taakvoorgangers, (1947) 1948-1980 (1982). Inventaris van de archieven van de Maatschappijke Raad voor de Krijgsmacht en taakvoorgangers. Nationaal Archief (2010).
2. ↑  Minister van Defensie, S.H. Visser, RIJKSBEGROTING VOOR HET DIENSTJAAR 1963, HOOFDSTUK X DEFENSIE, MEMORIE VAN ANTWOORD (7 januari 1963). Geraadpleegd op 22 januari 2023.
3. ↑  van den Doel, Theo, "Het evenwicht tussen politiek en krijgsmacht is zoek", Trouw, 18 oktober 2017. Geraadpleegd op 22 januari 2023.